# Győrvár

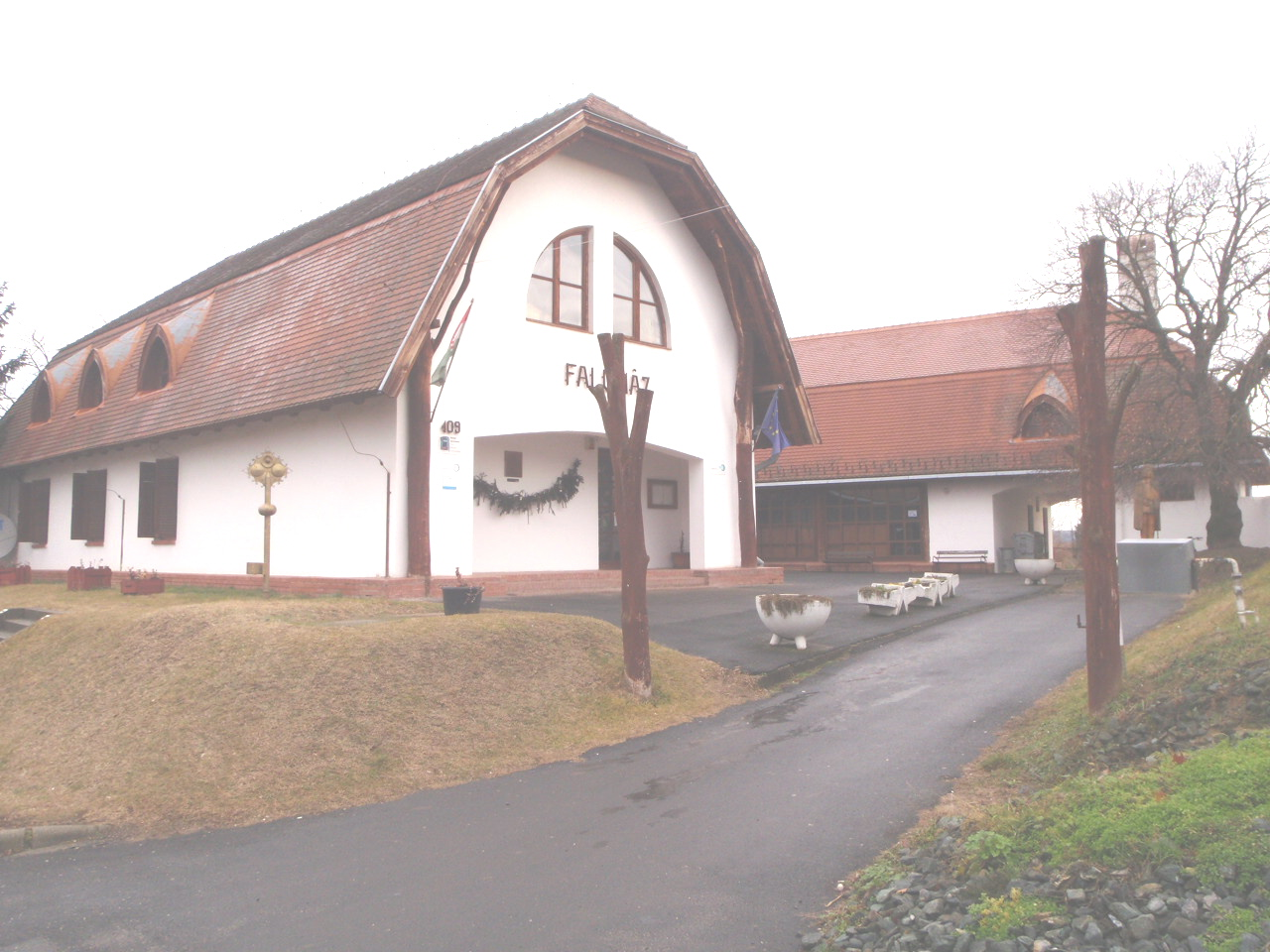
A faluház

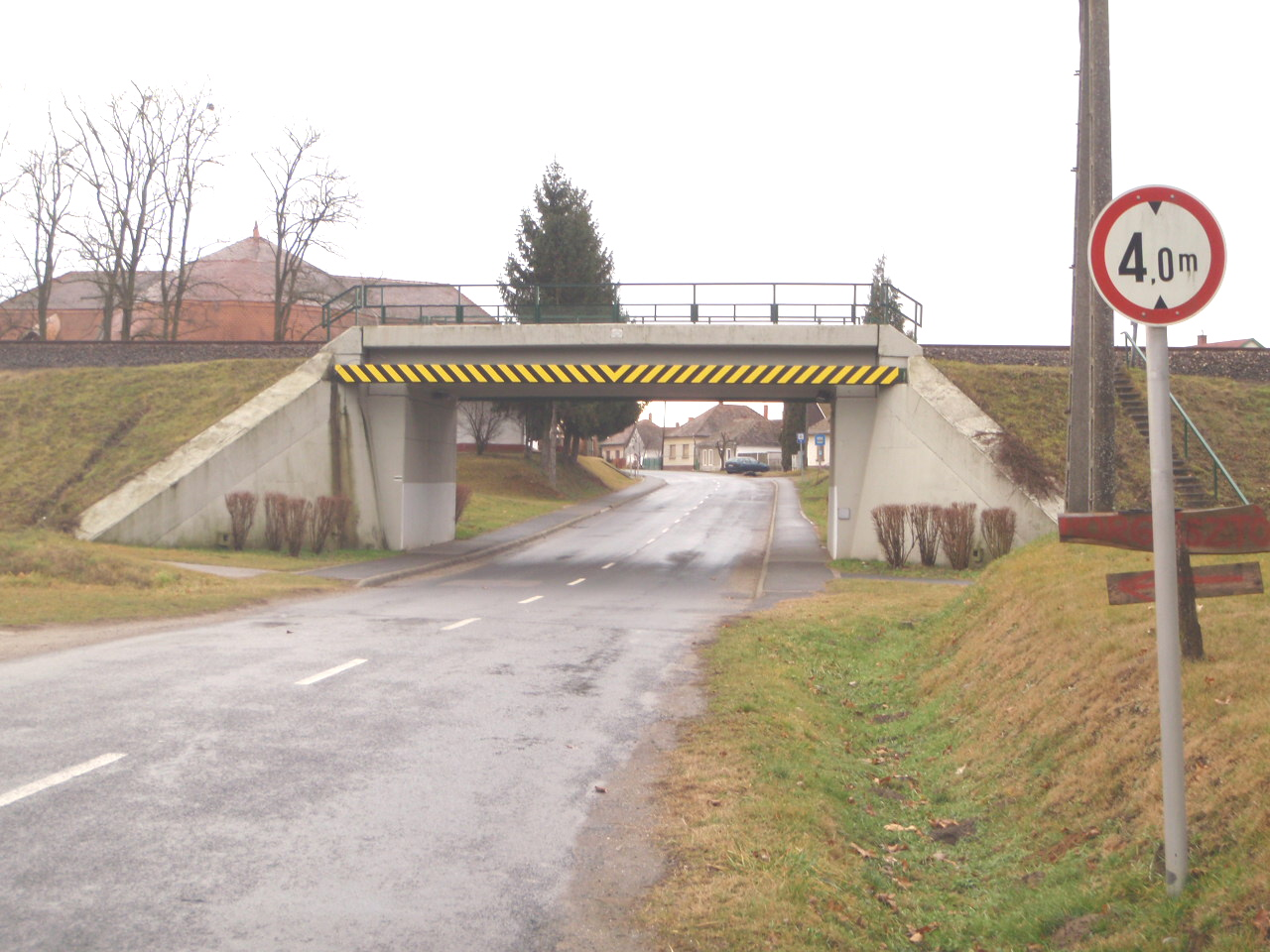
A vasúti aluljáró

Győrvár község Vas vármegyében, a Vasvári járásban.

## Fekvése
A község a Kemenesháton, a Sárvíz-patak völgyében fekszik, Vasvártól 7 kilométerre délre, Zalaegerszegtől 16 kilométerre északra.
A közvetlenül határos települések: észak felől Pácsony, északkelet felől Olaszfa, kelet felől Nagytilaj, dél felől Gősfa, délnyugat felől Lakhegy, nyugat felől Hegyhátszentpéter, északnyugat felől pedig Vasvár.

### Megközelítése
Közigazgatási területén, központjától pár száz méterre nyugatra elhalad a 74-es főút, főutcája a főútból kiágazó és oda is visszatorkolló 74 185-ös út. A község területén indul még ki Gersekarát irányába a 7442-es út is.
A hazai vasútvonalak közül a MÁV 17-es számú Szombathely–Nagykanizsa-vasútvonala érinti, melynek egy megállója van itt; Győrvár megállóhely a 74 185-ös út vasúti keresztezése közelében helyezkedik el, annak keleti oldalán.

## Története
A község területén már ősidők óta élnek emberek. Ezt bizonyítják a határában előkerült csiszolt kőbalták, melyek a kőkorszakból származnak.
1255-ben Geruwar néven említik először. 1258-ban terra Geur, 1334-ben Gewrguar, 1338-ban Terra Gyurgwar, 1438-ban Poss. Gyurgwar néven szerepel. A név eredetileg gyűrű alakú várat jelölhetett.

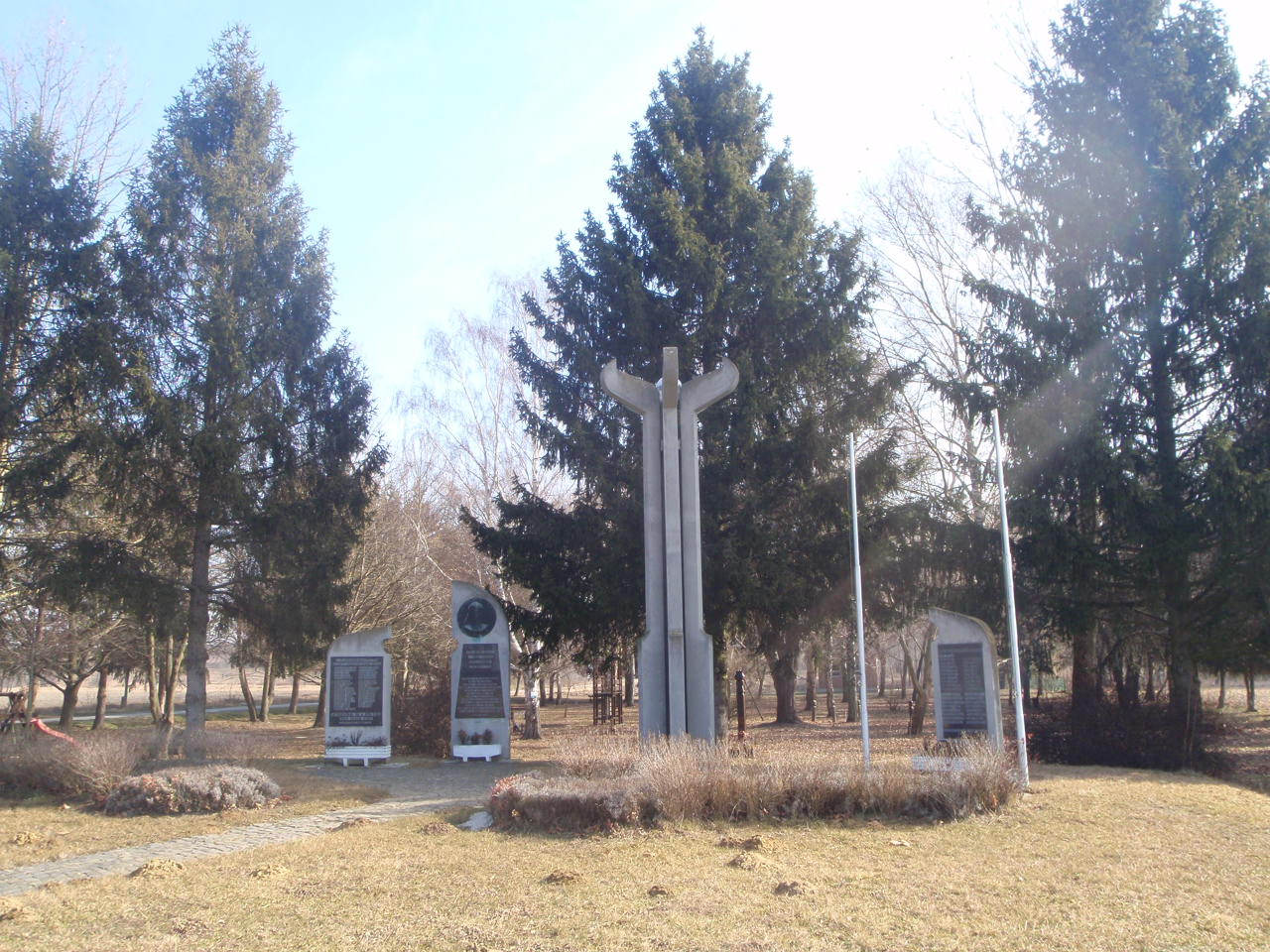
A győrvári csata emlékparkja

A falu határában a Sárvíz-patak völgyében a hegyhátszentpéteri út melletti szántón állott egykor ugyanis Boda-vár, ma csak egy kis domb jelzi a helyét. Itt végződött a római út egyik ága. A valószínűbb magyarázat szerint a község neve a régi magyar Geur nemzetségnévből származik, melynek eredete a bolgár török Győ név, ami a legjobbat jelenti. A források szerint a falunak már 1244-ben volt temploma, melyet tűzvész pusztított el. Helyette 1559-ben építették fel a Szent Erzsébet templomot, melynek alapjain a mai templom nyugszik.
1706. november 6-7-én az itteni csatában győzte le Bezerédy Imre és Béri Balogh Ádám kuruc serege Hannibal Heister tábornok császári seregét, aki fogságba esett. A csata emlékműve a 74. számú út mellett áll.
Vályi András szerint "GYŐRVÁR. Magyar falu Vas Vármegyében, földes Ura G. Festetich Uraság, lakosai katolikusok, nevezetesíti a’ horvát pártosoknak meg győzettetések, a’ tónál dél felől, fekszik Mára vizéhez közel, határja középszerű."
Fényes Elek szerint "Győrvár, magyar falu, Vas vármegyében, ut. p. Vasvárhoz délre 1 1/2 óra, 428 kath., 12 zsidó lak. Kath. paroch. szentegyház. Szőlőhegy. Az uraság itt igen szép magyar faju gulyát tart. F. u. gr. Festetics Tasziló."
Vas vármegye monográfiájában "Győrvár, 67 házzal és 731 magyar lakossal. Vallásuk r. kath. és ág. ev. A Szombathelyről Kanizsára vezető vasut állomása. Postája és távírója helyben van; körjegyzőségi székhely. A török hódoltság előtt tiszta magyar község volt, később tótokat telepítettek ide, kik azonban idővel teljesen megmagyarosodtak. A község határában ugynevezett "gyűrü-vár" Győr volt; ettől vette a község is elnevezését. Itt végződik a megyében a római-út egyik ága. Plébániája már 1688-ban virágzott. Kath. templomát a Festetichek építtették 1780-ban. Földesura a Festetichek előtt a káptalan és a Domonkos-rend volt. A hajdan nagy szerepet játszott várnak ma már romjai sem láthatók."

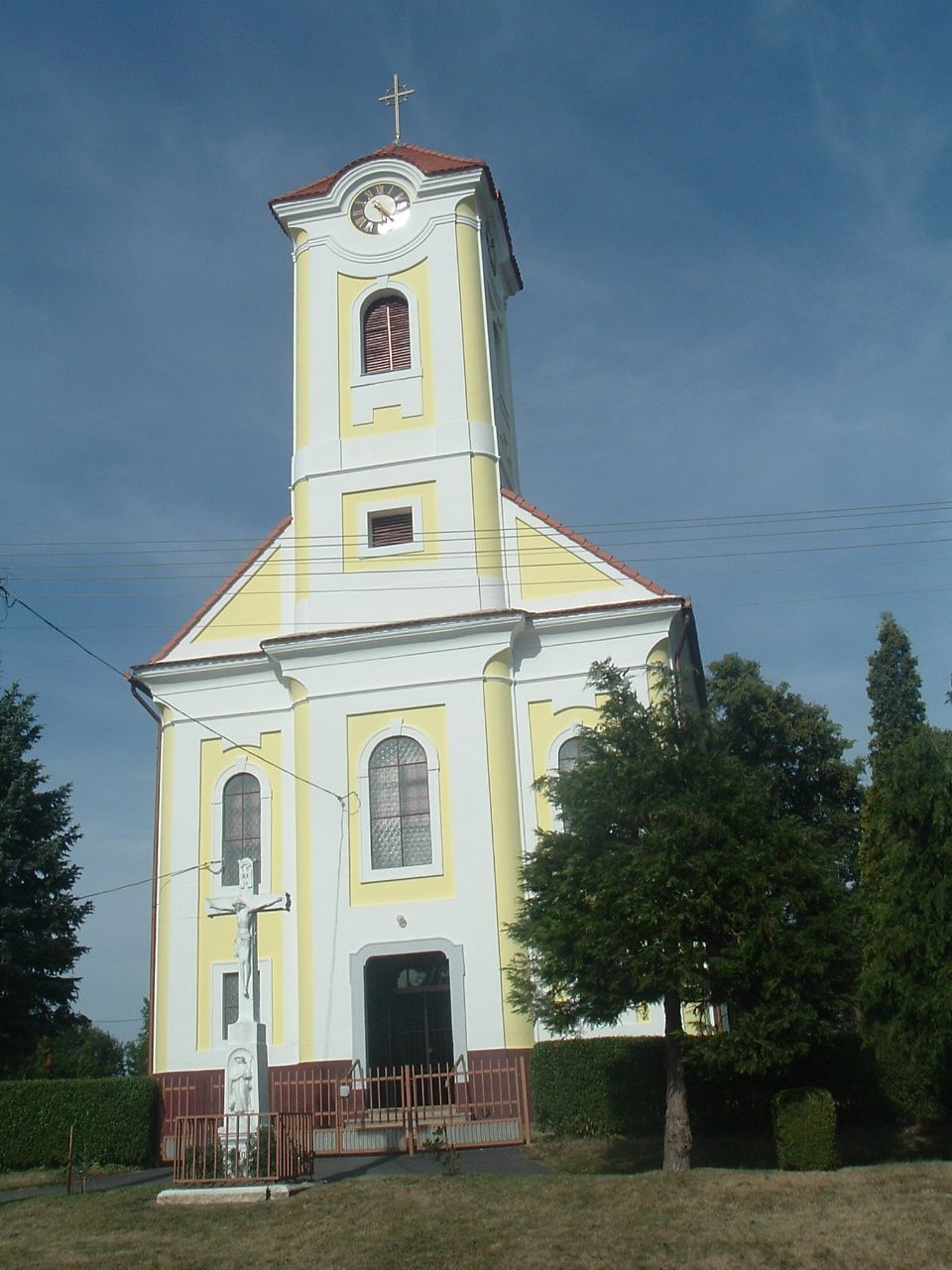
Az Árpád-házi Szent Erzsébet nevére szentelt római katolikus templom

1775-ben új temető létesült a mai Ótemető utcában. 1778-ban tűzvész pusztított a településen, amelynek martaléka lett a templom mellett az iskola, és a falu lakóházainak nagy része is. Az új templom fő út keleti oldalán kapott helyet és kiegészült egy 2 szobás paplakkal. 1831-ben a paplaknak már 4 szobája, kamra, magtár, csűr, szín, pajta, istálló tartozott hozzá. 1866-ban létesül posta. A vasútépítés 1865-ben érte el a községet, egykori vasútállomása ma Pácsony nevét viseli, 1950. május 1-jén avatták az új vasúti megállót.
A 20. század elején a házak legnagyobb része zsúpos, a tűzvész után épülteknél egyszerűbbek. A falu egyutcás és az Ótemető utcáig tart. A sínektől északra a káptalani birtok terül el. Az Újmajor áll, fenyves öleli körül, a faluval gyönyörű almafasor köti össze. A templom mögött egykoron álló magtár elbontott épületéből épültek a Vár utcai házak. A templomszeren az utolsó ház kocsma volt. A falun kívül, a malomhídon alul is állt egykor csárda. A mai iskola helyén ekkor grófi cselédlakások voltak, udvarán bognár és kovácsműhellyel. A községhatárban egykor álló az Újmajor, Kalocsa major, Puzsér- vagy Alsógurgató majorközül mára csak a Pácsony felé eső major maradt fenn.
A Sárvíz-patak és Verna-patakok szabályozásának hatására eltűnt a falu déli részén lévő a tó, a vizekből a gazdag élővilág: halak és rákok.
1910-ben Győrvárnak 770 magyar lakosa volt.
1902-ben a grófi birtokból kihasítva új temető létesült. Ebben az évben nyílt meg a tejcsarnok. 1907-ben Boskovits Aladár földbirtokos kastélyt, gazdasági épületeket, magtárt, cselédlakásokat épített, melyet 1956 körül lebontottak.
1907-ben Andrásfáról Győrvárra került át a körjegyzőség.
1907-ben, 1922-ben, és 1929-ben is tűzvész pusztított, amelyek közül a legkorábbi volt a legpusztítóbb. Hatására eltűntek a zsúpos fedések, módosabb házak épültek.
1912-ben a cselédlakásokból létesült az új iskola. 1925-ben kap először körorvost a lakosság, a gyógyszertár 1936-tól működik.
1952-ben bekapcsolták a községet a villamoshálózatba. 1954-ben aszfaltozták le az országutat, kimélyítették a vasúti aluljárónál az űrszelvényt. Aztán 1996-ban az aluljárót 10,5 méteresre szélesítették ki. 1952-től óvoda működik helyben a Legényegylet épületében, majd 1962-től mai helyén találjuk.
1978-ban elkészül a 74-es főút községet elkerülő szakasza, tehermentesítve az átmenő forgalomtól.
A Faluház a község kiemelkedő középülete, Makovecz Imre és Ekler Dezső tervei alapján épült. Ez az épület ad otthont a Faluház Baráti Kör Egyesületnek, a Teleháznak, a falu Gyógyszertárának és az Idősek Klubjának. 
A győrvári Teleház 1999. április 30-án nyitotta meg kapuit a külvilág előtt.

## Közélete

### Polgármesterei
- 1990–1994: Polgár Antal (független)[8]
- 1994–1998: Pintyőke István (független)[9]
- 1998–2002: Pintyőke István (független)[10]
- 2002–2006: Pintyőke István (független)[11]
- 2006–2010: Pintyőke István (független)[12]
- 2010–2014: Pintyőke István (független)[13]
- 2014–2019: Kaczor Zsolt Mihály (Fidesz-KDNP)[14]
- 2019–2024: Kaczor Zsolt Mihály (Fidesz-KDNP)[15]
- 2024– : Kaczor Zsolt Mihály (független)[1]

## Népesség
A település népességének változása:
| Lakosok száma | 594  | 600  | 585  | 594  | 638  | 589  | 603  |
|               | 2013 | 2014 | 2015 | 2021 | 2022 | 2023 | 2024 |

A 2011-es népszámlálás során a lakosok 92,7%-a magyarnak, 5% cigánynak, 0,9% németnek, 0,2% románnak mondta magát (7,2% nem nyilatkozott; a kettős identitások miatt a végösszeg nagyobb lehet 100%-nál). A vallási megoszlás a következő volt: római katolikus 83%, református 1,1%, evangélikus 0,6%, felekezet nélküli 3,3% (11,5% nem nyilatkozott).
2022-ben a lakosság 94%-a vallotta magát magyarnak, 1,7% cigánynak, 1,1% németnek, 0,3% szerbnek, 0,2% románnak, 0,2% lengyelnek, 0,8% egyéb, nem hazai nemzetiségűnek (5,8% nem nyilatkozott; a kettős identitások miatt a végösszeg nagyobb lehet 100%-nál). Vallásuk szerint 53,4% volt római katolikus, 0,6% református, 0,6% evangélikus, 0,5% görög katolikus, 1,9% egyéb keresztény, 2,4% egyéb katolikus, 5,5% felekezeten kívüli (35,1% nem válaszolt).

## Nevezetességei
- Szent Erzsébet tiszteletére szentelt római katolikus temploma 1780-ban épült későbarokk stílusban Hefele Menyhért tervei szerint.
- Birkás pálinkaház és fesztivál.